# Dc un millón
"DC One Million" es una historieta pulicada en miniserie que se desarrolló de forma semanal bajo ese título y que se cruzaba con varios números especiales de casi todos los títulos del Universo DC publicados en noviembre de 1998. Presentaba una visión del Universo DC en el siglo 853. (entre los años años 85.201 y 85.300 D.C.), elegido ya que en ese siglo DC publicaría el número 1.000.000 de Action Comics si mantuviera un calendario de publicación mensual regular. La miniserie fue escrita por Grant Morrison y dibujada por Val Semeiks.
El núcleo del evento fue una miniserie de cuatro números, en la que la Liga de la Justicia de América del siglo XX y la Legión de la Justicia Alfa del siglo 853 cooperan para derrotar un complot del supervillano Vándalo Salvaje (quien, como inmortal, vive en aquel lejano siglo) y el futuro némesis de Superman, Solaris el Sol Vivo. Otras treinta y cuatro series publicadas por DC también publicaron un número especial con el número 1.000.000, que mostraba la participación de sus personajes en la trama central o daba una idea de lo que estarían haciendo los descendientes/sucesores de sus personajes en el siglo 853. Hitman 1.000.000 fue esencialmente una parodia de toda la historia. Posteriormente se publicó un tomo recopilatorio que consistía de la miniserie de cuatro números y los números relacionados que eran necesarios para seguir la trama principal. Luego, a la serie le siguió un número único titulado DC One Million 80-Page Giant 1.000.000 (1999), que consistía en varias aventuras en la vida de los futuros héroes.

## Trama
En el siglo 853, el Superman original ("Superman-Primario Un Millón") aún vive, pero ha pasado más de 15.000 años en un exilio autoimpuesto en lo profundo de su Fortaleza de la Soledad, ubicada en el corazón del Sol, para mantenerlo vivo. Durante este tiempo de ausencia, todas las personas que conocía y amaba murieron. Uno de sus descendientes es "Kal Kent", el Superman del siglo 853.
La galaxia en este futuro lejano está protegida por la Legión de la Justicia, los cuales se inspiraron en la Liga de la Justicia del siglo XX y la Legión de Superhéroes del siglo 31, entre otras. La Legión de la Justicia Alfa, que protege el sistema solar, incluye a Kal Kent y a futuros análogos de Mujer Maravilla, Hourman, Starman, Aquaman, Flash y Batman. Los procesos avanzados de terraformación han hecho habitables todos los planetas del sistema solar, y los más distantes al Sol han sido calentados por Solaris, una "estrella cibernética" que alguna vez fue un villano, pero que fue reprogramada por uno de los descendientes de Superman.
Superman-Primario anuncia que pronto regresará a la humanidad y, para celebrarlo, la Legión de la Justicia Alfa viaja en el tiempo hasta finales del siglo XX para encontrarse con los compañeros originales de Superman en la JLA y traerlos a todos al futuro para participar en juegos y exhibiciones de poder como parte de la celebración.
Mientras tanto, en Rusia, Vandalo Salvaje derrota sin ayuda a los Titanes (Arsenal, Tempest, Jesse Quick y Supergirl) cuando intentan impedirle comprar trajes Misil Rojo de propulsión nuclear. Luego lanza cuatro de esos trajes (con un Titán atrapado dentro de cada uno) en un ataque nuclear en Washington D. C., Metrópolis, Bruselas y Singapur.
Uno de los miembros de la Legión de la Justicia Alfa, el futuro Starman), ha sido sobornado por Solaris (quien volvió a sus viejos hábitos) para que traicione a sus compañeros.  Antes de que los héroes originales puedan regresar a su propio tiempo, el futuro androide  Hourman colapsa y libera un virus programado por Solaris para atacar tanto máquinas como humanos.
El virus afecta el sistema de guía de los trajes Misil Rojo y hace que uno de ellos detone sobre Montevideo, matando a más de un millón de personas. Tempest (el Titán que llevaba en su interior) había escapado mucho antes de que el traje explotara aprovechando el hielo que se formaba en el traje a gran altura, aunque se desmayó y cayó al mar. El virus también vuelve locos a los humanos, provocando un aumento de la ira y la paranoia en todo el mundo. Creyendo que esto fue planeado deliberadamente por la JLA para detenerlo, Salvaje lanza una guerra total contra los superhumanos utilizando bombarderos que había creado y escondido mientras estaba aliado con Hitler durante la Segunda Guerra Mundial. La paranoia causada por el virus también lleva a la Legión de la Justicia Alfa y a los héroes contemporáneos a atacarse entre sí, aunque la Legión de la Justicia Alfa logra coordinarse lo suficiente como para evitar que los otros trajes Misil Rojo alcancen sus objetivos.
Los miembros de la LJA que permanecieron en el presente y la Legión de la Justicia Alfa superan su paranoia cuando el futuro Superman y Acero se dan cuenta del significado del símbolo que ambos usan; Como Cazadora le había señalado a Steel anteriormente, usar la 'S' significa que tiene que tomar decisiones difíciles. Las dos LJA finalmente logran detener el virus cuando descubren que es un programa informático complejo que busca el hardware adecuado. Para proporcionar este hardware, los héroes se ven obligados a construir el cuerpo de Solaris (incluyendo en él una muestra de ADN de la esposa de Superman, Lois Lane) y el virus huye de La Tierra a este cuerpo, dándole vida a Solaris. En un acto final de arrepentimiento, el futuro Starman se sacrifica para desterrar a Solaris del sistema solar. El futuro Superman se fuerza a sí mismo a través del tiempo utilizando tecnología de viaje en el tiempo confiscada que encuentra en la cuartel de la Liga, y casi muere en el proceso debido a la pérdida de sus poderes.
Mientras tanto, en el siglo 853, la LJA original está luchando contra una alianza entre Solaris y Vandalo Salvaje. Salvaje ha encontrado una muestra de kriptonita en Marte (donde la dejó el futuro Starman en el siglo XX), y se la da a Solaris. Salvaje también contrató a Walker Gabriel para robar los guanteletes de viaje en el tiempo de Flash del siglo 853 (John Fox) para garantizar que la Legión de la Justicia Alfa permanezca atrapada en el pasado, pero finalmente traiciona a Gabriel.
Solaris, en un ataque final, mata a miles de superhumanos para poder disparar la kriptonita al sol y matar al Superman-Primario antes de que emerja. El Linterna Verde de la LJA, un héroe que usa un poder que Solaris nunca antes había encontrado, hace que Solaris se convierta en supernova y tanto él como el Superman del siglo 853 contienen la explosión resultante, pero no antes de que se libere la kriptonita.
El futuro Vandalo Salvaje se teletransporta de Marte a la Tierra utilizando los Guanteletes del tiempo robados. Resulta, sin embargo, que Walker Gabriel y Mitch Shelley, el Hombre Resurrección (un inmortal que se había convertido en el mayor enemigo de Salvaje a lo largo de los milenios), habían saboteado los Guanteletes para que Salvaje, en lugar de viajar sólo en el espacio, también viajara a través del tiempo, llegando a Montevideo momentos antes de la explosión nuclear que provocó siglos antes y así finalmente pone fin a su vida.
Luego se revela que hubo una conspiración secreta. Por los problemas que hubo en el siglo XX
Luego se revela que hubo un plan secreto. Inspirada en los niños de la escuela que entierran cápsulas del tiempo, Cazadora se dio cuenta de que tenían siglos para prepararse y crear un plan infalible para detener a Solaris. Este plan incluyó reemplazar la kryptonita oculta por un anillo de poder de Linterna Verde camuflado, el cual el Superman original al emerger del sol acaba con Solaris.
Posteriormente, el Superman original y el futuro Hourman usan la muestra de ADN para recrear a Lois Lane, incluso con superpoderes. Luego Superman también recrea Krypton, junto con todos sus habitantes fallecidos, en el sistema solar de la Tierra, y allí vivirá feliz para siempre con Lois.
Tiempo después en la miniserie The Kingdom, se establece que esta línea de tiempo es simplemente una de muchas posibilidades y, por lo tanto, no es definitiva debido a los efectos mutables del Hipertiempo.

## Cruces
Además de la miniserie principal DC One Million y el número 80-Page Giant que la acompaña, las siguientes revistas regulares de DC Comics también participaron en el evento:
- Action Comics
- Adventures of Superman
- Aquaman
- Azrael
- Batman
- Batman: Shadow of the Bat
- Booster Gold
- Catwoman
- Chase
- Chronos
- Creeper
- Detective Comics
- Flash
- Green Arrow
- Green Lantern
- Hitman
- Hourman
- Impulse
- JLA
- Legion of Super-Heroes (vol. 4)
- Legionnaires
- Lobo
- Martian Manhunter
- Nightwing
- The Power of Shazam (vol. 2)
- Resurrection Man
- Robin
- Starman (vol. 2)
- Superboy
- Supergirl
- Superman (vol. 2)
- Superman: The Man of Steel
- Superman: The Man of Tomorrow
- Wonder Woman (vol. 2)
- Young Heroes in Love
- Young Justice

## Las Legiones de la Justicia
Hay 24 equipos de Legiones de la Justicia, cada una de ellas basadas en equipos del siglo XX y XXX. Estos incluyen:
- Justice Legion A está basada en la Liga de la Justicia.
- Legión de la Justicia B está basada en los Titanes. Sus miembros incluyen a Nightwing (un humanoide parecido a un murciélago), Aqualad (cómic) (un humanoide hecho de agua), Troy (una versión joven de la Mujer Maravillas del siglo 853), Arsenal (un robot) y Joto (muesrto en un accidente de teletransportador).
- Legión de la Justicia L está basada en la Legión de Super-Héroes y protege a un sistema solar artificial (todo lo que queda de los Planetas Unidos del Siglo XXX). Sus miembros incluyen a Cosmicbot (un cyborg basado en  Cosmic Boy), Titangirl (la energía psíquica combinada de todos los  Titanianos, baseda en Saturn Girl), Implicate Girl (quien tiene las habilidades de los mil millones de Carggianos en su "tercer ojo", personaje ligeramente basado en Triplicate Girl), Brainiac 417 (una inteligencia incorpórea basedo en Brainiac 5 y Apparition), los M'onelves (que combinan los poderes de M'onel y Shrinking Violet) y versiones levemente humanoides de Umbra y Cameleón.
- Legión de la Justicia S consiste en numerosos consists of numerous clones de Superboy, todos con diferentes poderes. Entre sus miembros se encuentran  Superboy 820 (con poderes acuáticos), Superboy 3541 (quien puede incrementar su tamaño) y Superboy Un Millón (quien puede canalizar cualquiera de sus poderes a través de "El Ojo"). Todos ellos (especialmente Un Millón) recuerdan a OMAC más que a Superboy. Este fue un juego de palabras intencional, ya que el título en inglés de la historia era "One Million and Count", se refería al millón de clones y formaba el acrónimo OMAC.
- Legión de la Justicia T está basada en Justicia Joven. Entre sus miembros se encuentran Superboy Un Millón (referido más arriba), Robin el juguete maravilla (un robot optimista compañero del Batman del siglo 853) e Impulse (la encarnación viviente de pensamientos aleatorios perdidos en la Fuerza de la Velocidad).
- Legión de la Justicia Z (por Zoomorfos) está basada en la Legión de Super-Mascotas. Sus miembros incluyen a Proty Un Millón y Master Mind. A version of Cometa el Super-Caballo the Super-Horse también es miembro.

## Otros personajes
Varias otras versiones del futuro de personajes aparecen en la historia, incluyendo a:
- Átomo
- Azrael
- Booster Gold
- Catwoman
- Gunfire
- Lex Luthor
- Supergirl
- Captain Marvel